# Безнадёжный долг
Безнадёжный долг (англ. Bad debt) или безнадёжная задолженность, именуемый также счёт расходов (англ. accounts expense) представляет собой денежную сумму, причитающуюся кредитору, которую должник не в состоянии выплатить и/или в отношении которого кредитор не желает принимать меры для взыскания по различным причинам, зачастую из-за отсутствия у должника средств для выплаты (к примеру, ввиду ликвидации или несостоятельности компании). Существуют различные технические определения того, что представляет собой безнадёжный долг, в зависимости от норм бухгалтерского учёта, нормативного режима и резервного фонда учреждения. В США банковские кредиты с задолженностью более девяноста дней становятся «проблемными кредитами». В бухгалтерском учёте рекомендуется списание всей суммы безнадежных долгов на счет прибылей и убытков или резервов по сомнительным долгам, которые обычно учитываются (то есть предвидятся) соответствующими учреждениями.